# Bandera de la ciudad de São Paulo
La Bandera de la ciudad de São Paulo está compuesta por una cruz acostada y el escudo de la ciudad. Es blanca, tiene una Cruz de la Orden de Cristo en rojo y ostenta el escudo del municipio en el centro.
El blanco simboliza la paz, la pureza, la templanza, la verdad, la franqueza, la integridad, la amistad y la síntesis de las razas. El rojo simboliza la audacia, el coraje, el valor, la gallardía, la generosidad y la honra. La cruz evoca la fundación de la ciudad. El círculo es el emblema de la eternidad afirmando la posición de São Paulo como capital y líder de su Estado.
Fue instituida el 6 de marzo de 1987 por el prefecto Jânio Quadros. Antes de esta, la bandera era toda blanca con el escudo de la ciudad en el centro.

## Banderas históricas

Bandera con el símbolo de la Orden de Cristo
Bandera de la Cámara del Senado de São Paulo
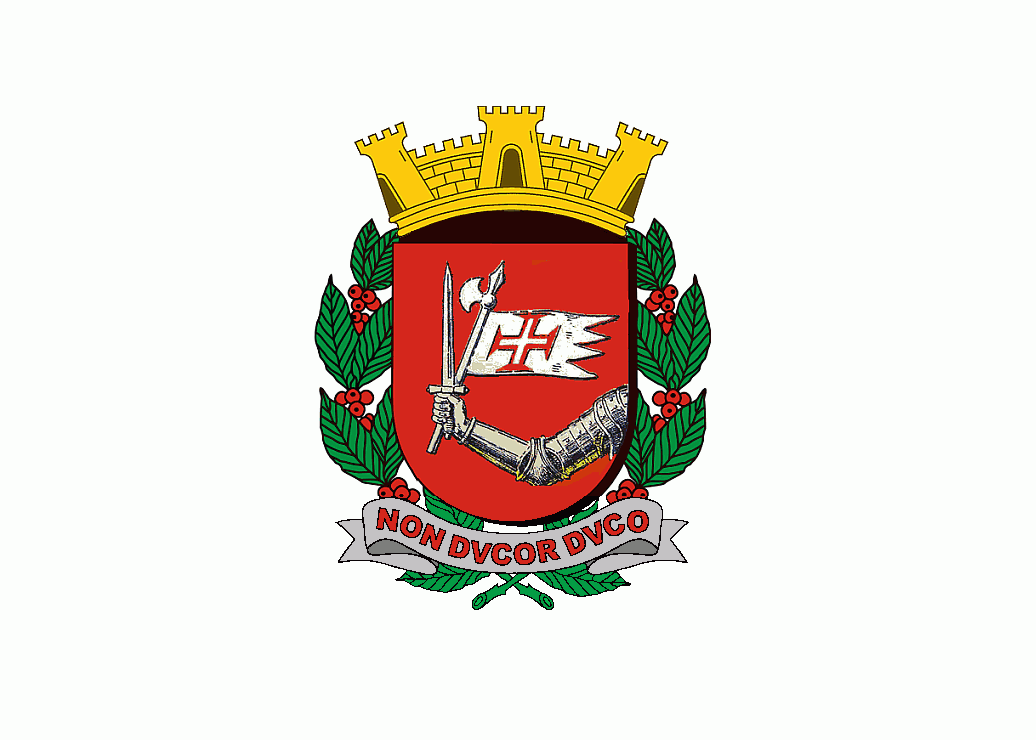
Bandera del gobernador de São Paulo, en 1950
Bandera de São Paulo, en 1974